# Çelik Gülersoy
Çelik Gülersoy (Hakkâri, 23 settembre 1930 – Istanbul, 6 luglio 2003) è stato un avvocato, scrittore, poeta e conservazionista turco.

## Biografia
Gülersoy è ricordato soprattutto per i lavori di conservazione del patrimonio culturale e di siti storici realizzati durante il suo incarico durato parecchi anni come direttore generale del Touring and Automobile Club of Turkey (TTOK). Egli nacque ad Hakkâri, la città più a sud-est della Turchia, mentre suo padre era in servizio lì come ufficiale di gendarmeria. La famiglia si trasferì a Istanbul nel 1933. Dopo aver completato la sua istruzione primaria, secondaria e superiore a Istanbul, Çelik Gülersoy frequentò l'Università di Istanbul e si laureò presso la facoltà di giurisprudenza. Dopo il servizio militare tra il 1959 e il 1960, fu assunto nel 1961 dal TTOK, dove aveva già lavorato in diverse posizioni sin dal 1947, come consulente legale. Nel 1966, Çelik Gülersoy divenne direttore generale del TTOK, una posizione che mantenne per 38 anni fino alla sua morte. Riorganizzando il TTOK, egli introdusse molti servizi necessari da lungo tempo. Egli contribuì al turismo e partecipò a conferenze sul traffico e congressi all'estero. Pubblicò numerosi libri su siti storici principalmente di Istanbul, contribuendo così alla riqualificazione di luoghi culturali e turistici. Çelik Gülersoy morì il 6 luglio 2003 a causa di un tumore al pancreas durante un concerto di musica classica alla Fabiato Mansion di Büyükada. Fu sepolto vicino alla tomba di sua madre al cimitero Demirciköy a Sarıyer dopo un servizio funebre tenuto alla Moschea di Teşvikiye.  Era scapolo e lasciò tutti i suoi beni alla Fondazione Çelik Gülersoy che lui stesso aveva fondato.
Fra i suoi lavori di restauro e riqualificazione urbana si ricordano:
- I dintorni del Museo di Chora (1977)
- Sistemazione della collina di Çamlıca (1980)
- I padiglioni di Malta e Çadır nel Parco di Yıldız (1982)
- I padiglioni giallo, rosa e bianco nel Parco di Emirgan (1979-1983)
- Hotel Yeşil Ev a Sultanahmet (1984)
- Palazzo del Khedive, Çubuklu (1984)
- Viale Soğukçeşme a Sultanahmet (1985-1986)[4]

## Riconoscimenti
- 1976 - Cavaliere di Gran Croce Ordine al Merito della Repubblica Italiana
- 1979 - Ordre national du Mérite di Francia
- 1980 - "Targa d'onore" del Ministero della Cultura e Turismo della Turchia
- 1986 - Dottore honoris causa dell'Università tecnica del Mar Nero, Trebisonda
- 1986 - Dottore honoris causa dell'Università del Bosforo, Istanbul
- 1998 - Dottore honoris causa dell'Università Anadolu, Eskişehir
- 2000 - "Gran Premio della Cultura e delle Arti" del Ministero della Cultura e Turismo della Turchia[5]

## Opere
- Mehterhane. The Military Band of the Turkish Army. Les Fanfares Des Anciennes Armees Turques, TTOK Yayınları, Istanbul
- A Guide To Istanbul, TTOK Yayınları, Istanbul (1978) 358 pp (Inglese)
- Guida d'Istanbul, TTOK Yayınları, Istanbul (1978) 390 pp (Italiano)
- Kapalı Çarşının Romanı, TTOK Yayınları, Istanbul (1979) 80 pp (anche in Francese)
- Lâle ve İstanbul, TTOK Yayınları, Istanbul (1980)
- Eski İstanbul Arabaları, TTOK Yayınları, Istanbul, (1981) 135 pp[6]
- Çamlıca'dan Bakışlar, TTOK Yayınları, Istanbul (1982)
- Ihlamur Mesiresi, TTOK Yayınları, Istanbul (1983)
- İstanbul Estetiği, TTOK Yayınları, Istanbul (1983)
- Yıldız Parkı ve Malta Köşkü, TTOK Yayınları, Istanbul (1983)
- Yıldız Parc and Malta Pavilion, TTOK Yayınları, Istanbul (1983) (Inglese)
- Kayıklar, TTOK Yayınları, Istanbul (1983) 143 pp
- İstanbul'un Anıtsal Ağaçları, TTOK Yayınları, Istanbul (1983)
- Dolmabahçe/Çağlarboyu İstanbul Görünümle, TTOK Yayınları, Istanbul (1984)
- Edirnekapısı'nda Bir Örnek, TTOK Yayınları, Istanbul (1985)
- Hıdivler ve Çubuklu Kasrı, TTOK Yayınları, Istanbul (1985) 196 pp (anche in Inglese)
- Küçüksu, TTOK Yayınları, Istanbul (1985) (anche in Inglese)
- Reklamlar ve Biz, TTOK Yayınları, Istanbul (1985)
- Taksim: Bir Meydanın Hikayesi, TTOK Yayınları, Istanbul (1986) 143 pp
- İstanbul Şarkısı, TTOK Yayınları, Istanbul (1986)
- Batıya Doğru, TTOK Yayınları, Istanbul (1987) 165 pp
- Göksu'ya Ağıt, TTOK Yayınları, Istanbul (1987) 116 pp
- İstanbul Kitaplığı Katalogu 1988, TTOK Yayınları, Istanbul (1988) 526 pp
- Tramvay İstanbul'da, TTOK Yayınları, Istanbul (1989) ISBN 9757512079
- Kırk Yıl Olmuş, TTOK Yayınları, Istanbul (1989) 240 pp, ISBN 9757687014
- Dolmabahçe Palace and Its Environs, TTOK Yayınları, Istanbul (1990)
- Mavi Cami, TTOK Yayınları, Istanbul (1990) ISBN 9757512125
- Nasıl Bir İstanbul?, TTOK Yayınları, Istanbul (1990)
- The Caique, TTOK Yayınları, Istanbul (1991) 225 pp, ISBN 9757687049 (Inglese)
- Taksim: The Story of A Square, TTOK Yayınları, Istanbul (1991) 143 pp, ISBN 9757687057 (Inglese)
- Çerâğan Sarayları, TTOK Yayınları, Istanbul (1992) 205 pp, ISBN 978-975-7687-06-1
- The Çerâğân Palaces, TTOK Yayınları, Istanbul (1992) 208 pp, ISBN 978-975-7687-08-5 (Inglese)
- The Khedives and The Çubuklu Summer Palace: Çubuklu Kasrı, TTOK Yayınları, Istanbul (1993) 236 pp, ISBN 9757641197 (Inglese)
- Tepebaşı: Bir Meydan Savaşı, TTOK Yayınları, Istanbul (1993)
- Ayrılış (Şiirler), TTOK Yayınları, Istanbul (1996) 34 pp, ISBN 9757512192
- Büyük Çamlıca Tepesi 1908-1995, TTOK Yayınları, Istanbul (1996) 33 pp
- Safranbolu, TTOK Yayınları, Istanbul (1997) ISBN 9757641286 (anche in Inglese)
- Büyükada Dün/Yesterday, TTOK Yayınları, Istanbul (1997) 110 pp, ISBN 9757512206 (anche in Inglese)
- Hüzün Yağmuru (Şiirler), TTOK Yayınları, Istanbul (1997) 32 pp, ISBN 9757512214
- Fenerbahçe'si, TTOK Yayınları, Istanbul (1998) 62 pp
- Yeşil Ev. Bir Yuva, TTOK Yayınları, Istanbul (1999) 71 pp, ISBN 9757641294
- Yeşil Ev. A Home, TTOK Yayınları, Istanbul (1999) 71 pp, ISBN 9757641294 (Inglese)
- Cumhuriyet'in Devraldığı İstanbul'dan Bugüne: Istanbul, from the birth of the Republic to the present day, the metamorphosis of a legacy, Sınai Kalkınma Bankası, Istanbul (1999)
- Beyoğlu'nun Yitip Gitmiş 3 Oteli, TTOK Yayınları, Istanbul (1999)
- Çankaya 57, TTOK Yayınları, Istanbul (2001) 32 pp, ISBN 9757512249
- Büyükada Yetimhanesi, TTOK Yayınları, Istanbul (2001) 36 pp, ISBN 9757512257
- A. Şinasi Hisar, TTOK Yayınları, Istanbul (2001) 34 pp, ISBN 9757512273
- Soğukçeşme Sokağı, TTOK Yayınları, Istanbul (2001) 80 pp, ISBN 9757512281
- Atatürk Atatürk, TTOK Yayınları, Istanbul (2001) 76 pp, ISBN 9757512303
- Soğukçeşme Street, TTOK Yayınları, Istanbul (2002) 80 pp, ISBN 9757641375
- Atatürk Albümü, TTOK Yayınları, Istanbul (2002) 40 pp, ISBN 9757641405
- Beyoğlu'nda Gezerken, TTOK Yayınları, Istanbul (2003) 175 pp, ISBN 9757512281
- Bir Masal, TTOK Yayınları, Istanbul (2003) 40 pp, ISBN 9757512338
- Pierre Loti ve Dersaadet, TTOK Yayınları, Istanbul (2003) 19 pp
- Pierre Loti et Son İstanbul, TTOK Yayınları, Istanbul (2003) 19 pp (Francese)[7]
- Kariye (Chora), Turing (also in Inglese, Francese, Tedesco e Italiano)
- Çelik Gülersoy Albümü, İstanbul Kitaplığı
- Beşiktaş Daha Dün, İstanbul Kitaplığı
- Bâb-ı Âli, with M. Nermi Haskan, İstanbul Kitaplığı
- Dolmabahçe Sarayı (Inglese), İstanbul Kitaplığı
- Esentepe'ye Veda, İstanbul Kitaplığı
- İstanbul Rehberi (French), İstanbul Kitaplığı
- Hükümet Kapısı Bab-ı Ali Kuruluşundan Cumhuriyete Kadar, con Mehmet Nermi Haskan, İstanbul Kitaplığı
- İstanbul Maceramız, Remzi Kitabevi
- İstanbul Maceramız II, Remzi Kitabevi